# Isla Ohlin
La isla Ohlin, también llamada isla Bailys es un isla de la Antártida ubicada a 63°30′S 60°07′O / -63.500, -60.117 a 6 millas al oeste del extremo norte de la isla Torre en el archipiélago Palmer. Alcanza una altura de 170 metros.
Fue descubierta por la Expedición Antártica Sueca de 1901-1904 y llamada así por Otto Nordenskjöld en honor a Axel Ohlin, zoólogo que participó en la expedición.

## Reclamaciones territoriales
Argentina incluye a la isla en el departamento Antártida Argentina dentro de la provincia de Tierra del Fuego, Antártida e Islas del Atlántico Sur; para Chile forma parte de la comuna Antártica de la provincia Antártica Chilena dentro de la Región de Magallanes y de la Antártica Chilena; y para el Reino Unido integra el Territorio Antártico Británico. Las tres reclamaciones están sujetas a los términos del Tratado Antártico.
Nomenclatura de los países reclamantes: 
- Argentina: isla Ohlin
- Chile: isla Ohlin
- Reino Unido: Ohlin Island